# Excommunication chez les Témoins de Jéhovah
 (avril 2016).
Un Témoin de Jéhovah est considéré comme excommunié (ou exclu, jusqu’à il y a peu) s'il persiste à agir contrairement à l'enseignement qui lui était prodigué chez les Témoins de Jéhovah, ou s'il s'est retiré volontairement. Dans la majorité des cas, cette excommunication implique une rupture immédiate et complète du lien social (qu'il s'agisse de membres de la famille ou pas) imposée par ses anciens coreligionnaires.
Selon les Témoins de Jéhovah, cette disposition serait une application des principes moraux que leur interprétation de la Bible implique, ainsi qu'un moyen de les protéger des influences contraires. L'excommunication n'est pas automatiquement déclarée en cas de non-respect de ces principes. Chaque cas est examiné par un minimum de trois anciens.

## Un gouvernement «théocratique»
Les Témoins de Jéhovah croient que le Christ a été intronisé de manière invisible en 1914, et qu'il exerce sa domination depuis le ciel. Un corps dirigeant appelé Collège central, composé d'une dizaine de membres (nombre qui varie en fonction des décès et des nominations nouvelles) se trouvant actuellement à Brooklyn, est garant de l'enseignement et de l'ordre théocratique. Il dirige l'ensemble des Témoins de Jéhovah par l'intermédiaire de la Société Watchtower, des surveillants itinérants et du courrier que la société adresse personnellement aux anciens des congrégations.
Les Témoins de Jéhovah reconnaissent cette théocratie. Ils se considèrent comme ne faisant pas partie du « monde ». Ils doivent donc obéir à un ensemble de règles émanant de la société Watchtower, qui est selon eux la seule organisation interprétant et appliquant correctement la Bible. Ainsi, ils rendent des comptes au système de discipline religieuse mis en place par cette organisation, et ce, même dans les cas graves relevant de la justice du « monde » (notamment dans le cas des affaires de pédophilie).

## Les règles à observer
Les anciens ont la responsabilité de la pureté des congrégations. Afin que « l’esprit du monde » ne pénètre pas dans les congrégations, ni ne les « souille », ils « reprennent et redressent les transgresseurs ». Si une personne commet ce qu'ils considèrent comme un péché grave et qu'elle ne se repent pas, ou si elle adopte une doctrine contraire à celles qui sont enseignées par l'organisation, elle est alors excommuniée par les anciens.
Parmi les péchés relevant de la discipline religieuse chez les Témoins de Jéhovah se trouvent, entre autres, :
- Le fait d'accepter une transfusion sanguine. Depuis 2000, les Témoins de Jéhovah qui sont dans ce cas sont considérés comme des "retirés volontaires"[6], ce qui correspond à une exclusion dans les faits, sans passer par le « comité de discipline religieuse ».) ;

- Le meurtre, incluant l’avortement et le suicide ;

- Les conduites sexuelles dites impures.

- L’apostasie, c'est-à-dire le fait d'enseigner des doctrines contraires à l’enseignement donné, de contester ou simplement de discuter la valeur de n’importe lequel des enseignements de la Société Watchtower ;

- Boire trop d'alcool ;

- L’usage du tabac et autres drogues ;

- Les activités contraires à ce qu'ils considèrent comme la neutralité chrétienne, incluant le fait d’effectuer un service militaire, de voter pour un parti humain, etc. ;

- Le fait de fréquenter un excommunié, même si ce dernier s'est retiré volontairement. Cette mesure est atténuée lorsqu'il s'agit d'un membre de la famille.

- L’idolâtrie et toute pratique jugée liée à la "fausse religion", dont le fait d’adorer ou simplement d’arborer des représentations ou symboles religieux (par exemple une croix), politiques (saluer un drapeau, chanter un hymne national) ou festifs (fêter Noël, un anniversaire) ;

- Le fait de travailler pour une religion autre que celle des Témoins de Jéhovah (par exemple, réparer une église si on est maçon).

## Le comité de discipline religieuse
En cas de manquement à ce règlement, deux cas de figures se présentent : le Témoin de Jéhovah, rongé par ses remords, se confesse de lui-même ; ou bien il est dénoncé par des membres de la congrégation connaissant sa faute. La dénonciation est encouragée au sein du mouvement. Des opposants aux Témoins de Jéhovah pensent que cela entraîne une surveillance mutuelle, tandis que les Témoins de Jéhovah y voient le moyen d'aider leurs coreligionnaires.
Les anciens débattent alors de l’utilité de former un « comité de discipline religieuse » et désignent ceux d’entre eux qu’ils estimeront les plus à même de régler l'affaire, leur nombre pouvant varier de trois à cinq.
Le jour du comité, les anciens vont demander au « pécheur » de confesser sa faute, puis poser toutes les questions qu’ils jugeront nécessaires, parfois très intimes, pour établir les faits et évaluer le repentir de l’accusé. Si la culpabilité est établie, ils vont reprendre le pécheur en lui démontrant la gravité de son péché, le congédier et analyser entre eux les faits et l’attitude de l’accusé pour rendre leur verdict.

## Réprimande et excommunication
- Réprimande : La réprimande est la conséquence d'un péché grave commis par un Témoin de Jéhovah. C'est le comité de discipline religieuse qui reprend le pécheur en se servant de la bible[réf. nécessaire]. S'il se repent sincèrement de sa faute, il n'est pas excommunié mais seulement « repris ».[réf. nécessaire] Dans certains cas particuliers, la réprimande peut être publique. C'est le cas où une faute serait ou risque d'être connue de beaucoup et qu'il est jugé préférable de montrer que le problème a été réglé par la congrégation. Une simple annonce indique « Untel a été repris », sans plus d'informations. Il arrive qu’on retire au pécheur certains « privilèges », comme celui de participer oralement aux réunions. Les Témoins de Jéhovah seront alors encouragés à limiter leurs relations amicales ou récréatives avec la personne ainsi « reprise ».

- Excommunication : Si la personne menacée d'excommunication ne montre pas de repentir, ou si elle se retire volontairement de l’organisation, elle sera alors excommuniée de la congrégation. Une annonce sera faite aux membres de la congrégation, comme quoi « Untel n'est plus Témoins de Jéhovah ». Dans ce cas, les fidèles devront cesser de fréquenter cette personne. Adresser la parole ou saluer un excommunié est fortement déconseillé (avant 1974, cela était même clairement interdit). En ce qui concerne les relations familiales, il est demandé aux Témoins de limiter au minimum les contacts avec les excommuniés. Si la personne excommuniée vit sous le même toit, il sera demandé de couper tout contact spirituel avec elle. Dans le cas contraire, cela impliquera la plupart du temps la rupture la plus totale. Tout lien sera rompu tant que la personne excommuniée n'est pas réintégrée. De plus, la société Watchtower encourage ses adeptes à observer la plus grande prudence envers ceux qui sont considérés par elle comme des « apostats », afin d'éviter qu’ils ne « contaminent la congrégation comme la gangrène ». Plusieurs documents de la Watchtower comparèrent cette mesure à la peine de mort prévue pour les apostats dans l'Ancien Testament[7],[8],[9].

## Réintégration
Il existe aussi toute une procédure d’appels pour ceux qui souhaitent être réintégrés dans le mouvement. Une personne qui a été excommuniée peut être réintégrée si elle démontre de façon évidente son repentir, c'est-à-dire si elle montre pendant un temps raisonnable qu'elle a renoncé à sa conduite considérée par la communauté comme « pécheresse », et qu'elle accepte de se conformer aux directives de l'organisation. Les anciens veilleront à laisser passer suffisamment de temps (peut-être des mois, une année, voire davantage) afin que l'excommunié puisse prouver la sincérité de son repentir. Quand le collège des anciens reçoit une demande écrite de réintégration, dans toute la mesure du possible c'est le comité de discipline religieuse qui a excommunié la personne qui doit s'entretenir avec elle, voir si son repentir est sincère ou non, et finalement décider si elle peut être réintégrée ou non.
Si la personne qui demande sa réintégration a été excommuniée dans une autre congrégation, un comité de discipline religieuse local pourra se réunir avec elle et examiner sa requête. Ensuite, ce comité prendra contact avec le collège des anciens de la congrégation qui a excommunié la personne et lui fera ses recommandations. Les comités concernés coopéreront afin de rassembler tous les éléments et de prendre une décision collective. Toutefois, la décision de réintégrer ou non la personne sera prise par le comité de discipline religieuse qui avait pris la mesure d'excommunication. Si certains membres de ce comité ne sont plus dans cette congrégation ou ne remplissent plus les conditions requises, on désignera d'autres anciens de la congrégation pour les remplacer.
Si le comité de discipline religieuse est convaincu que l'excommunié est sincèrement repentant et doit être réintégré, on annoncera sa réintégration dans la congrégation où il avait été excommunié. Si la personne est à présent dans une autre congrégation, on y fera également la même communication. On dira simplement : « [Untel] a été réintégré parmi les Témoins de Jéhovah ».

## Différentes dénominations
Les Témoins de Jéhovah, depuis 1952, utilisaient généralement en français le terme d'exclusion (traduction de l'anglais disfellowship) pour désigner l'expulsion de leur organisation, qui était décidée par un « comité judiciaire » (judicial comittee). Le terme excommunication apparaissait de temps à autre, mais il n'a été généralisé qu'avec la parution en 2005 du livre Organisés pour faire la volonté de Jéhovah, qui rebaptisait également « comités de discipline religieuse » les comités judiciaires. Cette modification est d'ailleurs propre à la langue française, les termes utilisés en anglais étant toujours les mêmes.
Apparemment, le but est d'éviter toute apparence d'interférence avec le système judiciaire séculaire, et de rendre la critique de la pratique plus difficile par l'utilisation d'un terme traditionnellement usité dans nombre de confessions religieuses, qui se veut sans doute plus modéré que « exclusion ».

## Origine
La question de la coupure sociale avec un excommunié n'a pas été prévue dès l'origine de celui-ci. En effet, les témoins de Jéhovah n'ont pas toujours rejeté ceux qui pensaient différemment, comme le prouve La Tour de Garde (éd. angl.) du 1er avril 1920, pp. 100, 101 :
« Nous ne refuserions pas de traiter quelqu'un comme un frère parce qu'il ne croirait pas que la Société est le canal de communication du Seigneur. (...) Si d’autres voient les choses différemment, c’est leur privilège. Il doit y avoir une totale liberté de conscience. »
De plus, le Réveillez-Vous! (éd. angl.) du 8 janvier 1947, pp. 27, 28, ajoute les précisions suivantes :
« Si vous êtes une des 138 millions de personnes au monde nées et élevées en tant que protestants, alors vous êtes d'ores et déjà excommuniée par la hiérarchie de l’Église catholique romaine. Cela signifie que vous êtes regardée avec le mépris le plus infamant par le Vatican, vous êtes maudite et damnée avec le Diable et ses anges. (…)

Ceci est le "canon de la loi" que la hiérarchie Catholique Romaine tente de faire appliquer sous le prétexte que c’est la loi de Dieu. L’autorité de l’excommunication vient, affirment-ils, des enseignements du Christ et des apôtres que l’on trouve dans les versets suivants : Matthieu 18:15-19 ; 1 Corinthiens 5:3-5 ; 16:22 ; Galates 1: 8,9 ; 1 Timothée 1:20 ; Tite 3:10. Mais l’excommunication hiérarchique, en tant que punition et remède "médical", ne trouve aucun fondement dans ces versets. En fait, ceci est même étranger aux Écritures - Hébreux 10:26-31
Quand, donc, cette pratique est-elle apparue? L’Encyclopédie Britannique dit que l’excommunication papale n’est pas sans influence païenne, "et ses variations ne peuvent être adéquatement explicitées sans faire référence à des excommunications non-chrétiennes analogues". (...) Ce fut donc après que le catholicisme adopta cette pratique païenne, en 325 de notre ère, que ces nouveaux chapitres religieux de l’excommunication furent écrits.

Dès lors, quand les prétentions de la hiérarchie augmentèrent, l’arme de l’excommunication devint un instrument par lequel le clergé conçut une combinaison mêlant pouvoir ecclésiastique et tyrannie profane sans précédent historique. (…) »
Jusqu'en 1981, il était possible de se dissocier du mouvement religieux sans pour autant être considéré comme un excommunié. Toutefois, le Collège central a décidé cette année-là de considérer un retrait volontaire comme étant l'équivalent d'une excommunication, à la suite du fait que l'un de ses membres, Raymond Franz, a été soupçonné d'apostasie sur un thème théologique. Le Collège central a dès lors étendu cette mesure à tous ceux qui se retireraient de l'organisation.

## Controverses

### Rupture sociale
L'attitude des Témoins de Jéhovah envers les « excommuniés » est sujet à débat. Leur doctrine, est basée sur les versets suivants de la Bible:
- « Mais maintenant je vous écris de cesser de fréquenter celui qui, appelé frère, est un fornicateur, ou un homme avide, ou un idolâtre, ou un insulteur, ou un ivrogne, ou un extorqueur, et de ne pas même manger avec un tel homme », 1 Corinthiens 5:11
- « Or je vous exhorte, frères, à avoir l’œil sur ceux qui suscitent divisions et occasions de trébucher à l’encontre de l’enseignement que vous avez appris, et évitez-les », Romains 16 : 17
- « Tout homme qui va de l’avant et ne demeure pas dans l’enseignement du Christ n’a pas Dieu. Celui qui demeure dans cet enseignement, c’est lui qui a et le Père et le Fils. Si quelqu’un vient vers vous et n’apporte pas cet enseignement, ne le recevez jamais chez vous et ne lui adressez pas non plus de salutation. Car celui qui lui adresse une salutation participe à ses œuvres mauvaises », 2 Jean 9-11

Cela encourage les fidèles Témoins à ne plus fréquenter une personne qui a quitté leur mouvement ou qui en a été excommuniée, à ne pas engager de conversation amicale avec elle, ni même à la saluer. La société Watchtower recommande cette attitude dans ses publications, afin selon elle, de préserver la congrégation des influences corruptrices.
Cette mise à l'écart de la communauté est d'autant plus difficile à vivre que la Société Watchtower recommande à ses fidèles de limiter les contacts avec les gens du monde extérieur. Cela n'empêche toutefois pas pour autant les Témoins de Jéhovah de travailler, d’aller à l’école ou de côtoyer leurs voisins, dans la mesure où ils ne vivent pas en communauté fermée. Certains excommuniés se retrouvent donc très seuls après leur excommunication. Supportant alors mal d'être privés brutalement de leur famille et amis, certains tombent dans la dépression à la suite de leur exclusion du mouvement.
Selon les Témoins de Jéhovah, les adeptes connaissent les conséquences de l'excommunication, car celles-ci seraient évoquées lors des questions de baptême, que chaque candidat Témoin de Jéhovah étudierait avant son baptême.
Les ex-Témoins de Jéhovah qui témoignent publiquement de leur expérience dans ce mouvement, rapportent que les contacts avec leur famille Témoin de Jéhovah sont rendus au mieux très difficiles, quand cela ne tombe pas dans la rupture de tout contact, y compris dans des circonstances exceptionnelles comme un mariage ou un décès. Les témoins de Jéhovah affirment quant à eux, que l’excommunication ne rompt pas les liens conjugaux ou familiaux, bien qu’il soit recommandé de limiter au maximum les contacts, et de couper dans tous les cas tout lien spirituel. Il est évident que le degré de rupture dépendra de la façon dont chaque Témoin de Jéhovah appliquera les conseils bibliques qui lui sont donnés, ainsi que des rapports familiaux ou sociaux préexistants.
« La situation est différente si la personne exclue ou qui s’est retirée volontairement est un parent qui vit en dehors du foyer ou du cercle familial immédiat, déclare La Tour de Garde du 15 avril 1988, page 28. Il sera peut-être possible de n’avoir presque aucun contact avec lui. Même si des questions familiales rendent nécessaires des contacts, ceux-ci devraient certainement être réduits au minimum. (Ministère du Royaume - août 2002)  »
Les critiques du mouvement dénoncent l’incitation faite aux autres adeptes de bannir les excommuniés de leurs relations, ainsi que la pression morale exercée sur les fidèles, qui risquent eux-mêmes l’excommunication s’ils vont au-delà du minimum préconisé par le mouvement. Ils s’élèvent contre les consignes présentes dans la littérature des Témoins de Jéhovah, préconisant de s’abstenir le plus possible de contacts avec un membre excommunié, ce qui le laisse souvent dépouillé de tout tissu social.
Les Témoins de Jéhovah considèrent néanmoins qu’ils peuvent continuer à entretenir des relations commerciales ou de travail lorsqu’ils étaient engagés dans une telle relation avec un de leurs ex-coreligionnaires. Toutefois, le cas de Raymond Franz, qui s'est vu excommunié sous le prétexte qu'il a été vu en train de manger avec son patron, lui-même excommunié, montre que les relations de travail sont souvent mises à mal par une excommunication.
Concernant les cas d'excommunication pour cause de fréquentation d’une personne excommuniée, ils visent principalement le soutien aux œuvres de la personne excommuniée et ce, par des personnes n'étant pas de sa famille.
En septembre 2018, interrogé dans une émission de RMC Découverte quant à savoir si le reniement de la part de la famille adepte en cas d'excommunication est fréquente chez les Témoins de Jéhovah, Serge Blisko, alors président de la MIVILUDES, explique : « Nous l'avons très souvent entendu de la part de jeunes qui sont sortis du mouvement et pour qui la plus grande douleur, c'est justement ce qu'ils appellent cette excommunication. Des jeunes nous ont décrit leur désarroi, leur peine, leur souffrance, de rencontrer dans une ville [...] leurs parents, de passer sur le même trottoir, et ils [...] ne les regardent pas. C'est horrible ». Puis, questionné sur le fait qu'une telle pratique puisse être typique d'un mouvement sectaire, il répond : « Oui, d'un mouvement intégriste, d'un mouvement où la dérive sectaire a pris le pas sur la réflexion et sur l'amour familial ».

### Excommunication et Droits de l’Homme

#### Point de vue de chaque partie
Opposants du mouvement
Selon d'anciens Témoins de Jéhovah, des membres excommuniés de ce mouvement estiment qu’ils sont victimes de discrimination et que cette pratique serait contraire à plusieurs articles de la Convention Européenne des Droits de l’Homme :
- Article 9 : « Toute personne a droit à la liberté de pensée, de conscience et de religion ; ce droit implique la liberté de changer de religion ou de conviction ». Les consignes des Témoins de Jéhovah peuvent constituer un frein à la liberté de changer de religion ou de conviction puisqu'elles s'appliquent également à ceux qui ne voudraient plus faire partie du mouvement[16],[17].

- Article 3 : interdiction des traitements inhumains ou dégradants. La comparution devant des "comités judiciaires", les questions souvent intimes qui sont posées par les membres de ces comités aux « coupables », l'excommunication pour les « non-repentants » et ses conséquences peuvent être vécus comme des traitements cruels, inhumains et dégradants[18].
- Article 8 : droit au respect de la vie privée et familiale. Les consignes des Témoins de Jéhovah concernent aussi la vie privée et familiale (à l'exception, dans une certaine mesure, des membres de la famille vivant sous le même toit)[18].
- Article 14 : interdiction de discrimination
- Article 17 : interdiction de l'abus de droit. La liberté de culte consacrée par l'article 9 n'est pas totale en Europe (les articles 8 et 9 précisent in fine que les "droits et libertés d'autrui", y compris donc des excommuniés, doivent être protégés).

Dans son rapport de 2001, la MILS classe d'ailleurs les Témoins de Jéhovah dans les mouvements dont certains aspects du comportement sont inacceptables dans la mesure où ils remettent en cause des droits fondamentaux de la personne humaine. Elle évoque « les atteintes au respect dû à toute personne qui souhaite quitter une confession particulière et ne saurait être en conséquence considérée comme un apostat, ni subir de ce fait diverses formes de harcèlements que la loi pénale sanctionne ».
Position des Témoins de Jéhovah
Pour les Témoins de Jéhovah, la discrimination n’existe pas car les excommunications se font de manière systématique sur base des actions de la personne, dans des cas de figures établis et identiques, sans a priori individuel et l'excommunication fait partie des règles approuvées librement par tout Témoin de Jéhovah.
Les tenants de l'excommunication justifient cette sanction par la nécessité d’appliquer les enseignements bibliques et par le désir de se conformer aux règles observées, selon eux, par les chrétiens du Ier siècle. Ils revendiquent cette pratique au nom de la Liberté de Culte, garantie par la Convention Européenne des Droits de l’Homme (Article 9).
Du même fait, les témoins de Jéhovah ne considèrent pas qu'une personne quittant l'organisation doive être harcelée de quelconque façon. Tout lien étant habituellement rompu, le harcèlement ne peut avoir lieu.

#### Position de la doctrine juridique
Quant aux libertés en cause
D’après les chercheurs universitaires s’étant intéressés à la question, l’excommunication fait plus que simplement mettre aux prises la liberté de religion de la personne excommuniée face à la liberté de culte du mouvement excommuniant.
D’autres libertés fondamentales doivent être mises en balance dans l’analyse juridique d’une excommunication.
Il est aussi de leur avis que les droits des individus composant le mouvement excommuniant doivent aussi être pris en compte dans la mise en balance des libertés fondamentales impliquées.
Sont ainsi impliqués dans une question d’excommunication :
- Pour l’individu excommunié : la liberté de religion (article 9 de la Convention européenne des droits de l’homme) et le droit à la vie privée (article 8) ;

- Pour le mouvement excommuniant : la liberté de religion (article 9) et le droit à la non association (article 11) ;

- Pour les individus composant le mouvement excommuniant : la liberté de religion (article 9), le droit à la non-association (article 11) et le droit à la vie privée (article 8).

C’est ainsi qu’il fut précisé :
« Il faut dire que le nombre de libertés fondamentales en jeu dans le cadre d’une excommunication est assez important.
Premièrement, l’excommunié bénéficie du droit de changer de religion puisqu’il est manifeste que “[t]out individu doit avoir la liberté de choisir ainsi que celle de pouvoir changer d’avis”. Son droit à la non-association est également visé vu qu’“un individu ne peut être contraint de faire partie d’un groupe ou d’y rester si cela est contraire à ses convictions”. Et, au vu du caractère hautement personnel des convictions philosophiques, c’est aussi la vie privée de l’individu qui pourrait être touchée. Au surplus, lorsque, dans la vie d’un individu, le côté religieux s’étend à des aspects plus séculiers de celle-ci – tels les rapports familiaux ou commerciaux par exemple –, son droit à la vie privée pourrait également, dans des cas extrêmes, être affecté par une mesure d’excommunication.
Deuxièmement, le groupement religieux bénéficie, en vertu de sa liberté de religion, du droit d’imposer certaines règles organisationnelles motivées par ses visées religieuses. Comme cela fut souligné, “[l]e principe d’autonomie des groupements est consacré en droit européen des religions dès lors qu’ils peuvent ‘assurer et imposer l’uniformité’ quant à l’organisation du culte en matière d’enseignement, de pratiques et de rites (…)”. Or, “[l]a prise en compte étatique des règles confessionnelles est un aspect direct de la liberté de pratique religieuse”. C’est également le droit à la non-association qui est visé dans le chef de la communauté religieuse.
Troisièmement et bien que cela ne soit que trop peu pris en compte dans les analyses juridiques de cas d’excommunication, les droits fondamentaux des adeptes du mouvement excommuniant sont également à prendre en considération. Leur liberté de conscience et de religion est évidemment susceptible d’être touchée en cas de sanction éventuelle d’une excommunication puisque ces derniers “considèrent souvent [les règles émanant de leurs communautés religieuses] comme étant d’origine divine”, s’y soumettant dès lors en raison de leur foi. C’est également sous le couvert de leur droit à la vie privée et de leur droit à la non-association que les adeptes d’un culte choisissent d’accepter ou non une excommunication et ses éventuelles conséquences. Des restrictions quant à une excommunication viendraient, en conséquence, heurter ces libertés ».
Reprenant la jurisprudence de la Cour européenne des droits de l'homme, le Professeur Gérard Gonzalez à l'Institut de Droit Européen des Droits de l'Homme (IDEDH - Université de Montpellier) explique dans la Revue du droit des religions que « la Cour a pu développer le principe d’autonomie des Églises aujourd’hui bien établi », y compris dans le domaine de discipline religieuse. Un arrêt de la CEDH a ainsi jugé en 2007 qu'il est « interdit à l’État d’obliger une communauté religieuse à admettre ou exclure un individu ou à lui confier une responsabilité religieuse quelconque ».
La Grande Chambre a également rappelé en 2013 : « Le principe d’autonomie interdit à l’État d’obliger une communauté religieuse à admettre en son sein de nouveaux membres ou d’en exclure d’autres. De même, l’article 9 de la Convention ne garantit aucun droit à la dissidence à l’intérieur d’un organisme religieux ; en cas de désaccord doctrinal ou organisationnel entre une communauté religieuse et l’un de ses membres, la liberté de religion de l’individu s’exerce par sa faculté de quitter librement la communauté (Miroļubovs et autres c. Lettonie, no 798/05, § 80, 15 septembre 2009) ».
Quant à l’analyse de l’excommunication en elle-même
De façon à pouvoir analyser juridiquement l’excommunication, les divers auteurs s’étant penchés sur la question prennent en considération divers aspects, aspects qui sont souvent utilisés dans la pratique par les divers antagonistes pour défendre leur point de vue.
Sont ainsi jugés comme des critères pertinents de l’analyse de l’excommunication :
- Le but de la mesure d’excommunication[31] 
 La doctrine juridique fait la différence entre les objectifs religieusement compréhensibles (tels que l’idéal de pureté du mouvement, la volonté du mouvement de conserver une bonne réputation, séparer les ouailles des influences dissidentes, décourager de futures violations doctrinales, …) des objectifs qui dépassent le cadre religieux (punir de façon disproportionnée, voire harceler l’adepte de façon à le forcer à revenir éventuellement dans un but autre que religieux, …). En fonction de ces critères, l’excommunication sera jugée avec plus ou moins de sévérité.

- La capacité du plaignant à se « reconvertir » socialement[32] 
 Une autre partie de la doctrine considère nécessaire de prendre en compte la capacité de la personne excommuniée à se réintégrer dans la société après son excommunication aux fins d’analyser le dommage subi. 
 Vivait-elle dans une communauté fermée ? Avait-elle d’autres groupes sociaux auxquels se rattacher après son excommunication (au travail, dans un club sportif, …) ? Était-elle mineure ?

- Le caractère minoritaire ou majoritaire du groupement excommuniant par rapport à la population considérée
Il est évident que la réinsertion sociale sera plus facile lorsque le mouvement dont l’individu a été excommunié constitue 0,5 % de la population – ce qui est le plus souvent le cas chez les Témoins de Jéhovah – que s’il constitue 95 % de cette même population. 
 Comme souligné, « dans notre société moderne, une personne qui est évitée peut simplement quitter la communauté et joindre une [autre] qui observe des principes religieux différents »[33].

- L’aspect contractuel 
 Parmi les éléments fondamentaux fréquemment rappelés par la doctrine figure l’acceptation préalable de la mesure d’excommunication.
L’excommunié était-il au courant de l’existence de mesures d’excommunication ? Et surtout, était-il membre de par sa naissance de la religion l’ayant excommunié – situation inexistante chez les Témoins de Jéhovah vu que le baptême des nouveau-nés n’y est pas pratiqué – ou l’est-il devenu par choix personnel ?
Une partie de la doctrine parle d’une présomption d’acceptation de la conduite du groupe religieux qui découlerait de l’appartenance à ce groupe[34].
 Une autre partie de la doctrine considère qu’il appartient aux excommuniés ayant été mis au courant préalablement de mesures d’excommunication d’assumer leurs choix.
 Il fut ainsi précisé : 
 « La seule contrainte pour la personne excommuniée est celle du choix ! Et force est de constater qu’une société pluriculturelle comme la nôtre est de nature à faciliter ce choix (…) 
 Ce libre choix de changement philosophico-religieux n’empêche néanmoins pas que la personne excommuniée ait à assumer les conséquences de la rupture unilatérale de ses engagements moraux, spirituels et religieux vis-à-vis des individus envers lesquels elle s’était engagée »[35].

- La portée des mesures d’excommunication
 Il est clair que chaque individu vivra de façon différenciée la mesure d’excommunication qui l’a touché en fonction de son vécu personnel, de l’implication qu’il avait préalablement désiré avoir dans le mouvement, de sa sensibilité personnelle.
 Au-delà de cela, la doctrine estime important d’analyser objectivement la portée des mesures d’excommunication.
 S’agit-il d’une mise à l’écart de la communion religieuse avec les conséquences sociales inévitables que cela impliquera – comme cela se passe chez les Témoins de Jéhovah –?
 Ou l’excommunication implique-t-elle une annonce attentatoire à la vie privée des « pêchés » de l’excommunié, une perte d’emploi, un harcèlement constant ou un divorce rendu obligatoire pour le conjoint ayant partagé la même foi[36] ?

Là où certains considéreront un critère comme essentiel et définitif en soi, une partie de la doctrine a estimé qu’« aucun de ces éléments n’est à lui seul de nature à permettre une analyse du caractère équitable d’une mesure d’excommunication. Ce n’est qu’une fois qu’ils auront été cumulés que ces divers éléments seront de nature à constituer un faisceau d’indices susceptible de permettre une telle analyse » et ce, de façon à pouvoir adéquatement mettre en équilibre les diverses libertés fondamentales en jeu.

#### Décisions de justice
Belgique
La condamnation de l'excommunication, telle qu’elle est pratiquée au sein du mouvement des Témoins de Jéhovah, pose un problème de mise en balance de libertés fondamentales aux pouvoirs publics car celle-ci oppose le Droit à la Liberté de Culte invoquée par les Témoins de Jéhovah au respect des limites de celle-ci, telles qu'elles figurent dans la Convention Européenne des Droits de l’Homme, dont se réclament ceux qui se disent victimes de la pratique de l’excommunication dans ce mouvement. De plus, il est très difficile de prouver le préjudice ou la discrimination et les excommuniés, comme toutes les victimes de mouvement à caractère sectaire, sont rarement en état d'organiser leur défense.
Néanmoins, une affaire jugée par la Cour d'appel de Liège laisse entrapercevoir un espoir pour tous ceux qui dénoncent la pratique de l’excommunication chez les Témoins de Jéhovah. En effet, si le plaignant a été débouté par la Cour qui a estimé que « c'était à lui de prouver la discrimination » ; pour la première fois, « dans ses attendus, la cour d'appel de Liège considère que les consignes à l'égard des exclus et des adeptes qui souhaitent quitter la communauté sont susceptibles de constituer une discrimination ». De plus, « la cour invoque également le fait que les pressions morales faites aux membres pour isoler un exclu pourraient être de nature à porter atteinte à la liberté de culte ».

On peut lire dans cet arrêt du 6 février 2006 de la Cour d'appel de Liège :
« La Cour estime que l’intimée édulcore sa position: il ressort des divers documents soumis à l’appréciation de la Cour que des pressions morales sont exercées sur les autres adeptes dès lors qu’il leur est conseillé de supprimer non seulement les contacts spirituels — ce qui est compréhensible — mais aussi les rapports sociaux et familiaux qui doivent se limiter au minimum indispensable. Cette pression morale résulte essentiellement du fait que si un membre de la congrégation va au-delà de ce minimum, il peut être exclu. Dans ces conditions, la liberté de culte elle-même risque de ne plus être respectée dans la mesure où, si les pressions sont trop fortes, l’adepte qui souhaite quitter la communauté s’en trouve moralement empêché, obligé qu’il est de choisir entre deux situations moralement dommageables : soit continuer à adhérer à des principes auxquels il ne croit plus et maintenir sa vie privée familiale et sociale, soit quitter la communauté et se voir rejeté par sa famille et ses connaissances. Dans cette mesure, les consignes données - quoiqu’en dise l’intimée, il ne s’agit pas de simples « réflexions » - risquent, in abstracto, de créer une discrimination. »
La Cour de Liège a donc estimé qu'en raison des consignes données par les Témoins de Jéhovah, la liberté de culte elle-même risque de ne plus être respectée (Liberté de changer de religion ou de conviction : Article 9 de la Convention Européenne des Droits de l’Homme). Ces consignes risquent de créer une discrimination (Interdiction de discrimination : Article 14 de la Convention Européenne des Droits de l’Homme). Ces consignes sont donc susceptibles d'enfreindre les limites de la liberté de culte (Interdiction de l'abus de droit : Article 17 de la Convention Européenne des Droits de l’Homme).

Parallèlement, la Cour d’appel estima aussi : 
« En outre, il est «normal», dans une mesure qu'il est cependant difficile de quantifier, que l'attitude des adeptes change vis-à-vis d'un de leur coreligionnaire qui renie, partiellement ou totalement, les préceptes admis et qui fondent leur foi. Quel que soit le motif de l'exclusion, celle-ci entraîne immanquablement une rupture des liens sur le plan religieux et une distanciation des liens sociaux. Que les relations familiales en souffrent parait inévitable. Sur le plan objectif, cette modification des rapports sociaux parait justifiée.

L'est-elle de manière raisonnable ? Il faut relever que l'appelant, qui se plaint aujourd'hui des conséquences de son exclusion, oublie un peu facilement que pendant quinze années, il a appliqué les mêmes consignes sans état d'âme. Par ailleurs, les textes produits à la cour laissent entendre que le devoir de secours et d'éducation vis-à-vis des autres membres de la famille doit être maintenu. D'autre part encore, il est assez logique que l'exclu ne prenne plus part aux exercices spirituels. Enfin, l'intimée justifie ses consignes par la nécessité de faire prendre conscience à l'adepte de l'erreur dans laquelle il se trouve, motivation qui n'est pas sans pertinence.

La cour relève encore que l'appelant ne démontre d'aucune manière que, dans son cas, les pressions qui auraient été exercées sur la base des consignes de l'intimée, auraient influencé la volonté de ses amis, de ses connaissances et des membres de sa famille en telle sorte que ces personnes auraient perdu leur libre arbitre et n'auraient pu faire autrement que de suivre, à titre d'injonctions incontournables, l'invitation qui leur était faite de limiter leurs relations avec l'appelant. Or, ces personnes peuvent, elles aussi, invoquer la liberté de culte et la nécessité, pour être en harmonie avec leur foi, de suivre les consignes qui leur sont données. »
Cela démontre qu’au-delà d’une formulation imprécise ultérieurement condamnée par la Cour de cassation, la Cour d’appel de Liège examina en détail le caractère objectif et raisonnable de la différence de traitement et ce, après avers examiné en profondeur les arguments des parties.
Dans un arrêt du 18 décembre 2008, la Cour de cassation a estimé qu'au regard de la loi, c'était aux Témoins de Jéhovah de prouver l'absence de discrimination et que l'affaire devait donc être rejugée.

La Cour de cassation précisa en effet que : 
« Suivant l'article 19, paragraphe 3, de la loi du 25 février 2003 précitée, lorsque la victime de la discrimination ou un des groupements visés à l'article 31 de cette loi invoque devant la juridiction compétente des faits, tels que des données statistiques ou des tests de situation, qui permettent de présumer l'existence d'une discrimination directe ou indirecte, la charge de la preuve de l'absence de discrimination incombe à la partie défenderesse. Il ressort des termes de cette disposition que la victime et le groupement susvisés sont seulement tenus d'établir des faits permettant de présumer l'existence d'une discrimination et qu'il incombe à la partie défenderesse, lorsqu'une telle présomption existe, de prouver qu'il n'y a pas de discrimination. En décidant que « le justiciable doit prouver qu'une discrimination a eu lieu à son égard » et que la discrimination directe dont se plaint le demandeur « repose sur une justification dont le caractère objectif et raisonnable existe à défaut pour [celui-ci] de démontrer le contraire », l'arrêt viole l'article 19, paragraphe 3, précité. »
Finalement, par un arrêt du 10 janvier 2012, la Cour d'appel de Mons a rejeté la demande au motif que la présomption de discrimination directe ou indirecte n'était pas démontrée :
« Il convient donc de vérifier si J.L. invoque devant la cour des faits qui permettent de présumer l'existence d'une discrimination directe ou indirecte, de harcèlement ou d'une injonction de discriminer. Tel n'est pas le cas. Les témoignages vantés - lesquels ne sont que de simples attestations d'anciens membres dont la plupart ne concernent pas J.L. - et les faits personnels concrets invoqués - faits isolés à caractère strictement privé : absence d'invitation au mariage d'un neveu en 2004 et 2011 - ne sont pas suffisamment pertinents ni relevants pour établir une possibilité de discrimination et constituer une présomption en ce sens. Le fait qu'un mouvement religieux édicte à l'égard de ses membres et publie dans ses revues des règles de comportement à adopter vis-à-vis des anciens membres régulièrement exclus - la régularité de cette exclusion ne faisant pas ici débat -, lesquelles se limitent à éviter de les fréquenter, de leur parler voire de les saluer, ne permet pas de présumer l'existence d'une quelconque discrimination. Pour autant que les limites de la légalité ne soient pas franchies, toute personne est libre de suivre ou non les préceptes de la religion qu'elle a choisie, en ce compris à l'égard des membres de sa propre famille. L'article 9 C.E.D.H. garantit le libre exercice du droit à la liberté de religion. L'obligation de neutralité et d'impartialité interdit à l'Etat de porter une appréciation sur la légitimité des croyances religieuses ou sur la façon dont elles se manifestent dans le cadre du principe de l'autonomie personnelle des croyants. »
Ainsi la Cour d'appel de Mons a-t-elle conclu :
« J.L. se retrouve dans une situation comparable à celle de toute personne régulièrement exclue d'un groupe ou d'une association. Il peut librement fréquenter toutes les personnes extérieures à ce groupe et adopter toute autre religion de son choix, ce qu'il a d'ailleurs fait en devenant protestant. Aucun fait pertinent permettant de présumer l'existence d'une discrimination n'étant invoqué par l'appelant, la charge de la preuve n'a pas été renversée en sorte qu'il n'incombe pas à l'intimée de prouver qu'il n'y a pas eu discrimination. Aucune violation de l'interdiction  légale de discrimination n'est  établie par les éléments déposés aux débats par l'appelant. »
États-Unis
Dans l’affaire « Paul v. Watchtower Bible & Tract Society of New York », la Cour d’appel du neuvième circuit stipula notamment que « puisque la pratique de l’évitement fait partie de la foi [d’une religion], (…) la clause [de libre exercice de la religion] de la Constitution des États-Unis (…) empêche le demandeur de l’emporter. Les défendeurs ont un privilège constitutionnellement protégé à pratiquer l’évitement ».
Dans cette affaire qui exposait une excommuniée Témoin de Jéhovah à son ancien groupement religieux, la Cour d’appel examina les prétentions et droits de chacun pour arriver à ce résultat.
Elle examina ainsi tout d’abord :
- les droits de la personne excommuniée et précisa qu’elle « [reconnaissait] les dommages encourus par Janice Paul comme étant bien réels »

Ensuite, elle mit ces droits en balance avec 
- ceux du mouvement excommuniant en stipulant que :
« imposer une responsabilité pour cause d’évitement à l’Église ou à ses membres aurait, à long terme, pour effet de forcer l’Église à abandonner une partie de ses enseignements religieux »[47] et que la tolérance sociétale du genre de dommages soufferts par Janice Paul est « le prix à payer pour la sauvegarde des différences religieuses dont tous les citoyens bénéficient »[48].

Enfin, elle prit aussi en compte 
- le droit des individus Témoins de Jéhovah composant ledit mouvement religieux puisqu’elle reconnut leur droit individuel à ne plus vouloir s’associer avec un excommunié[49]

Cette affaire qui fut la première à traiter de la question de l’excommunication au sein du mouvement des Témoins de Jéhovah fit primer la liberté des individus Témoins de Jéhovah et du mouvement qui est le leur sur la liberté de la personne excommuniée.
D’autres affaires, bien moins emblématiques se déroulèrent sur le même thème. Toutes furent gagnées par le mouvement des Témoins de Jéhovah dont la liberté de religion et de non-association prévalut systématiquement.
Italie
Lors de l’affaire ayant opposé Victor Pucci à la Congrégation chrétienne des Témoins de Jéhovah d’Italie, Monsieur Pucci, ex-Témoin de Jéhovah, voulut faire annuler son excommunication qui avait été prononcée à son encontre en date du 3 juillet 2003 dans la congrégation de Bari S. Spirito.
Il estimait que son droit à un procès équitable n’avait pas été respecté dans le cadre de la procédure qui mena à son exclusion religieuse. D’après lui, aucun juge digne de ce nom ne l’avait jugé, des garanties juridiques ne lui avaient pas été fournies, son droit au contradictoire n’avait pas été respecté et son jugement aurait été dépourvu de toute motivation car communiqué par téléphone portable (en première instance) et via parlophone (en degré d’appel).
Sur cette base, il invoquait comme préjudice le fait que cette excommunication aurait chamboulé sa vie dans la mesure où il avait été Témoin de Jéhovah pendant 20 ans, qu’il était marié à une femme Témoin de Jéhovah – et ce, bien que son excommunication n’ait pas entraîné de conséquence quant à son mariage – et que sa vie sociale était surtout centrée autour de sa religion – l’intéressé ayant toutefois exercé parallèlement une activité professionnelle d’avocat.
Lors d’une première décision du 1er juin 2004, il fut statué qu’effectivement, le Comité qui avait excommunié Victor Pucci n’était pas celui prévu par les statuts de l’association, ce qui constituait une atteinte aux droits de la défense de l’intéressé ainsi qu’une violation du statut associatif. L’expulsion religieuse fut alors suspendue.
À la suite d'une forme d’appel propre à la procédure judiciaire italienne, la congrégation contesta les deux vices de procédure relevés par le premier juge.
Dans une seconde décision du 6 décembre 2004, le Tribunal de Bari, section civile IV, décida en chambre du conseil – composée d’un panel de trois juges – de donner raison à la Congrégation chrétienne des Témoins de Jéhovah.
Le Tribunal de Bari commença par rappeler que l’autonomie religieuse qui prévaut en matière de discipline religieuse peut connaître certaines limites telles que :
- le respect par les statuts associatifs de la loi italienne, ce à quoi le Tribunal ne trouva rien à redire ;

- le respect de l’honneur de l’excommunié lors de la formulation, mais aussi de l’annonce publique de l’excommunication. À cet égard, le Tribunal ne développa pas davantage son raisonnement dans la mesure où cet élément n’était visiblement pas contesté par Monsieur Pucci. Cela se comprend fort bien vu que l’annonce de l’excommunication chez les Témoins de Jéhovah se limite simplement à un « Monsieur X n’est plus Témoin de Jéhovah » sans que les raisons de ladite excommunication ne soient annoncées publiquement ;

- le respect des droits de la défense.

C’est à ce dernier égard que la Cour développa le plus son argumentation.
Elle releva que les droits de la défense devaient être respectés dans leur substance, mais pas forcément dans les formes exactes et littérales requises par la loi italienne ou la Convention européenne des droits de l’homme.
Après avoir mis en balance la liberté religieuse individuelle de Monsieur Pucci et la liberté religieuse collective de la Congrégation chrétienne des Témoins de Jéhovah, le Tribunal fit primer celle de la congrégation des Témoins de Jéhovah en considérant qu’il fallait tenir compte de la grande particularité d’une relation religieuse lorsqu’on examinait une mesure d’excommunication du point de vue des droits de la défense.
Elle examina les faits de l’espèce et considéra que Monsieur Pucci avait vu ses droits de la défense respectés en substance.
Il fut ainsi estimé que la procédure suivie lors du Comité de discipline religieuse de Monsieur Pucci respectait en substance ses droits de la défense dans la mesure où il fut en mesure de connaître à l’avance ce qui lui était reproché, d’en contester éventuellement la véracité, d’être entendu à cet égard au cours de la procédure, d’entendre la décision prononcée à son égard et d’interjeter appel de celle-ci en bénéficiant des mêmes droits au niveau de l’appel.
Toujours selon le Tribunal de Bari, le Comité ayant décidé de l’excommunication de Monsieur Pucci était un organe statutairement compétent dans la mesure où les statuts de l’association locale permettaient aux ministres du culte de former divers types de Comités – dont des Comités de discipline religieuse.
En conséquence, le Tribunal n’estima pas nécessaire d’examiner les griefs allégués par Monsieur Pucci et relatifs à la limitation de sa vie sociale engendrée par son excommunication.
En date du 20 février 2007, une décision définitive fut émise par la Cour civile de Bari, division Bitonto. Celle-ci reprit à son compte la décision du 6 décembre 2004, le Tribunal de Bari, section civile IV, en y rajoutant quelques précisions.
Au surplus, la Cour requit que les commentaires du plaignant tels que « style mafieux », « fraude religieuse colossale » et « climat de secret » émis relativement aux Témoins de Jéhovah soient enlevés des conclusions de Monsieur Pucci dans la mesure où elles étaient offensantes dans une mesure qui dépasse le droit de se défendre en justice.
Norvège
Dès 2021, les Témoins de Jéhovah ont vu leurs subventions publiques et leur inscription comme communauté religieuse supprimées par l'État norvégien qui arguait que leur politique d'excommunication était une forme d'ostracisme des ex-adeptes en les privant de contacts avec les adeptes, ce qu'il ne pouvait pas approuver, estimant que cela « peut entraver la capacité d'une personne à se retirer librement du groupe » et évoquant à cet égard « des infractions systématiques et intentionnelles allant à l'encontre de la loi ». Les Témoins de Jéhovah ayant porté l'affaire en justice, le tribunal d'Oslo confirma cette décision en 2024, jugeant que l'excommunication telle que mise en œuvre par le mouvement est bel et bien « une violation grave aux droits et libertés d'autrui » et condamna celui-ci à payer 1,1 million de couronnes norvégiennes de frais de justice.

### Justice interne et justice externe
Selon l'UNADFI, « de nombreux documents internes montrent que le mouvement fonctionne avec une justice interne bien organisée sous le nom de "comité judiciaire" (ce terme a depuis été remplacé par celui de « comité de discipline religieuse »). Cette organisation est chargée de juger les adeptes qui violent la loi jéhoviste, et se substitue à la justice républicaine ». Les Témoins de Jéhovah considèrent, par contre, que leur ordre religieux interne ne s’occupe que de l’aspect religieux d’une affaire sans pour autant interférer avec l’aspect judiciaire dont s’occupent les autorités civiles. À cet égard, l'UNADFI signale la non-dénonciation aux autorités de crimes de pédophilie, jugés uniquement en interne. L'association de défense des victimes se demande donc si l'article 433-12 du code pénal, ne s'appliquerait pas à l'organisation Témoins de Jéhovah. Cet article prévoit que le fait, par toute personne agissant sans titre, de s'immiscer dans l'exercice d'une fonction publique en accomplissant l'un des actes réservés au titulaire de cette fonction est puni de trois ans d'emprisonnement et de 45 000 euros d'amende. Or, l'UNADFI constate que la Justice est bien une fonction publique.